# Eriocheir
Eriocheir is een geslacht van krabben.

## Soortenlijst
- Eriocheir hepuensis Dai, 1991
- Eriocheir japonica (De Haan, 1835)
- Eriocheir ogasawaraensis Komai, in Komai, Yamasaki
- Eriocheir sinensis H. Milne Edwards, 1853 (Chinese wolhandkrab)